# Chehrāz
Chehrāz (persiska: چهراز) är en ort i Iran.   Den ligger i provinsen Chahar Mahal och Bakhtiari, i den centrala delen av landet, 400 km söder om huvudstaden Teheran. Chehrāz ligger 1 939 meter över havet och antalet invånare är 519.
Terrängen runt Chehrāz är bergig söderut, men norrut är den kuperad. Chehrāz ligger nere i en dal. Runt Chehrāz är det ganska glesbefolkat, med 36 invånare per kvadratkilometer. Närmaste större samhälle är Ardal, 16,9 km nordväst om Chehrāz. Trakten runt Chehrāz består i huvudsak av gräsmarker.